# Sára Fábián
Sára Ráhel Fábián (Budapest, 21 de febrero de 2002) es una deportista húngara que compite en tiro, en la modalidad de pistola. Ganó una medalla de oro en el Campeonato Europeo de Tiro de 2025, en la prueba de pistola estándar 25 m.

## Palmarés internacional
| Campeonato Europeo | Campeonato Europeo    | Campeonato Europeo | Campeonato Europeo    |
| Año                | Lugar                 | Medalla            | Prueba                |
| ------------------ | --------------------- | ------------------ | --------------------- |
| 2025               | Châteauroux (Francia) | Medalla de oro     | Pistola estándar 25 m |